# 汾河湾
《汾河湾》，又名《仁贵打雁》《丁山打雁》，京剧传统剧目。根据《征东全传》第四十一回改编。

## 剧情简介
唐朝的时候，薛仁贵投军很多年没有回家，他的妻子柳迎春在家生下一个儿子，名字叫薛丁山，薛丁山长大后每天到家外射大雁奉养他的母亲。一日，薛仁贵在得胜归来，准备回乡探望柳迎春，路过汾河湾时，碰巧遇到正在射雁的薛丁山。薛丁山高超的箭法，引得薛仁贵连声赞叹。突然，一只猛虎来袭，薛仁贵向老虎射箭，不料却误射死了薛丁山。到家后，夫妻相会之时，薛仁贵发现家的床下有双男鞋，向他妻子询问，柳迎春告诉他这是儿子薛丁山所穿，薛仁贵至此才知道之前在汾河湾被自己射死的男子就是自己的儿子……

## 相聲
傳統相聲段子《汾河灣》衍生於同名京劇作品，其表演形式為對口相聲，是相聲柳活段子的代表節目，其中有大量的京劇（或河北梆子）學唱內容。